# Lago Rimachi
O Lago Rimachi é um dos lagos do Peru.